# Михайлов, Виктор Константинович
Виктор Константинович Михайлов (8 мая 1932, с. Урицкое, Саратовская область, РСФСР, СССР — 23 сентября 2003 г., г. Ташкент, Республика Узбекистан) — советский государственный и хозяйственный деятель.

## Биография
Родился в 1932 году в с. Урицкое Саратовской области. Член КПСС с 1957 г.
В 1954 году окончил Саратовский институт механизации сельского хозяйства (инженер-механик).
В 1954—1965 гг. — главный инженер Джаркурганской машинно-экскаваторной станции, главный механик, начальник строительно-монтажного управления «Сурханводстрой» Главводстроя Узбекской ССР (управлял строительством водохозяйственных и других производственных объектов, коммунально-бытовых объектов, жилья на юге УзССР).
В 1965—1982 гг. — завотделом строительства и промышленности Сурхандарьинского обкома КПСС, второй секретарь Сурхандарьинского обкома КПСС.
В 1982—1986 гг. — заместитель председателя Совета Министров УзССР по строительству, первый заместитель председателя Совета Министров УзССР.
В 1986—1998 гг. — министр жилищно-коммунального хозяйства УзССР, Республики Узбекистан.
Депутат Верховного Совета Узбекской ССР 8-го, 9-го, 10-го и 11-го созывов. Депутат Верховного Совета СССР 11-го созыва. Член ЦК Компартии УзССР в 1972—1991 гг. Член Бюро ЦК Компартии УзССР в 1983—1986 гг., делегат XXV, XXVI, XXVII съездов КПСС. 
Умер в Ташкенте в 2003 году. Похоронен на Боткинском кладбище Ташкента.

## Семья
Отец — Михайлов Константин Александрович, директор машинно-тракторной станции, директор совхоза в Саратовской области.
Мать — Михайлова Ольга Лукинична.
Жена — Михайлова Мария Ивановна (в девичестве Бросалова).
Старший сын — Михайлов Александр Викторович, инженер-строитель.
Младший сын — Михайлов Вячеслав Викторович, инженер-гидротехник, Ph.D in Economics, кандидат экономических наук.
Внук — Константин, внучка — Александра.

## Награды
- Орден Октябрьской Революции
- Три ордена Трудового Красного Знамени
- Орден «Знак Почёта»
- Орден «Дустлик»
- Медаль «За отличие в охране государственной границы СССР»
- Медаль «За доблестный труд. В ознаменование 100-летия со дня рождения Владимира Ильича Ленина»
- Заслуженный строитель Узбекской ССР
- Золотая медаль ВДНХ СССР
- Три серебряных медали ВДНХ СССР
- Почётная грамота Республики Узбекистан (1992)[1]